# Худик, Ладислав
Ладислав Худик (словац. Ladislav Chudík; 27 мая 1924, Гронец (ныне район Брезно, Банскобистрицкий край, Словакия) — 29 июня 2015, Братислава) — выдающийся чехословацкий и словацкий актёр театра, кино и телевидения. Государственный деятель, министр культуры Словацкой Республики (1989—1990). Народный артист ЧССР (1982). Лауреат Государственной премии ЧССР им. Клемента Готвальда.

## Биография
Обучался на факультете искусств Братиславского университета (1943—1944) и музыкально-драматическом отделении Государственной консерватории в Братиславе.
С 1944 выступал на сцене Словацкого национального театра. Стал популярным актёром, известным в стране и за рубежом. В 1963—1966 — художественный руководитель Словацкого национального театра.
С 1964 — одновременно занимался преподавательской деятельностью. Доцент.
После Пражской весны в 1968 эмигрировал в Австрию, поселился в Вене, но позже вернулся на родину.
Работал на радио. Снимался в кино.

## Творчество
Снялся в около 40 кино- и телефильмах, в том числе, «Бой закончится завтра» (1951), исполнил главные роль в фильмах «Капитан Дабач» (1959) и «Трус» (1961). Среди телевизионных ролей одна из самых успешных — заведующий отделением ортопедии Карел Сова в сериале «Больница на окраине города» (1977 и 1981). В киноэпопее 1976 года «Освобождение Праги» исполнил роль генерала Людвика Свободы.

## Награды

### Ордена и медали
- Крест Прибины I класса
- Орден Людовита Штура I класса (1998)
- Золотая Медаль «За заслуги» (2003, Чехия)

### Звания
- Народный артист ЧССР (1982)
- Заслуженный артист ЧССР (1965)
- Премия Чешской академии кино и телевидения «Чешский лев» (2010)

### Премии
- Государственная премия ЧССР им. Клемента Готвальда
- Премия города Братислава
- Премия «Золотой крокодил»

### Почётный гражданин городов
- Гронец
- Братислава (26 мая 1994)[3]
- Кремница
- Брезно
- Тренчьянске Теплице